# Ödsmåls Kile
Ödsmåls Kile este o arie protejată (arie specială de conservare — SAC, sit de importanță comunitară — SCI, arie de protecție specială avifaunistică — SPA) din Suedia întinsă pe o suprafață de 237,4 ha, integral pe uscat.

## Localizare
Centrul sitului Ödsmåls Kile este situat la coordonatele 57°55′37″N 11°46′32″E / 57.9269°N 11.7755°E.

## Înființare
Situl Ödsmåls Kile a fost declarat arie de protecție specială avifaunistică în martie 1996 pentru a proteja 7 specii de animale. Alte tipuri de protecție:
- sit de importanță comunitară (în ianuarie 1997)
- arie specială de conservare (în martie 2011)[1][3][4]

## Biodiversitate
Situată în ecoregiunile continentală și marină Atlantică, aria protejată conține 10 habitate naturale: Pășuni atlantice udate de apa mării (Glauco-Puccinellietalia maritimae), Salicornia și alte specii anuale care populează regiunile mlăștinoase și nisipoase, Vegetație anuală la limita mareei, Pajiști cu Molinia pe soluri calcaroase, turboase sau argilos-nămoloase (Molinion caeruleae), Golfuri mici largi și golfuri puțin adânci, Roci stâncoase cu vegetație pionieră de Sedo-Scleranthion sau Sedo albi-Veronicion dillenii, Pajiști uscate europene, Pajiști fino-scandinave uscate până la mezice, bogate în specii de altitudine mică, Formațiuni ierboase bogate în specii de Nardus, dezvoltate pe substraturi silicioase în zone montane (și în zone submontane, în Europa continentală), Terase mlăștinoase și terase nisipoase neacoperite de apă la reflux.
La baza desemnării sitului se află mai multe specii protejate de  păsări (7): Calidris alpina schinzii, sitar de mal nordic (Limosa lapponica), codobatura galbenă (Motacilla flava), bătăuș (Philomachus pugnax), ploier auriu (Pluvialis apricaria), chiră de baltă (Sterna hirundo), fluierar de mlaștină (Tringa glareola).